# Ku Pon-kil
Ku Pon-kil (korejsky 구본길, anglický přepis: Gu Bon-gil; * 27. dubna 1989 Tegu, Jižní Korea) je jihokorejský sportovní šermíř, který se specializuje na šerm šavlí. Jižní Koreu reprezentuje od roku 2009. Na olympijských hrách startoval v roce 2012 a 2016 v soutěži jednotlivců a družstev. Jeho nejlepším výsledkem na olympijských hrách v soutěži jednotlivců je postup do osmifinále v roce 2012. V roce 2014 obsadil druhé a v roce 2011 třetí místo na mistrovství světa v soutěži jednotlivců. S jihokorejským družstvem šavlistů vybojoval zlatou olympijskou medaili v roce 2012 a v roce 2014 vybojoval s družstvem druhé místo na mistrovství světa.